# شهرستان شلبی (اوهایو)
شهرستان شلبی، اوهایو (به انگلیسی: Shelby County, Ohio) یک سکونتگاه مسکونی در ایالات متحده آمریکا است که در اوهایو واقع شده‌است.